# Philip Jaisohn
Philip Jaisohn (sein koreanischer Name: Seo Jae-pil 서재필) (* 7. Januar 1864 oder 1866 in Boseong; † 5. Januar 1951 in Norristown, Pennsylvania) war ein koreanischer Unabhängigkeitsaktivist, Arzt und Journalist. Sein Künstlername war Songjae.

## Leben und Werk
Nach dem gescheiterten Gapsin-Putsch von 1884 emigrierte er 1885 mit zwei Mitstreitern in die Vereinigten Staaten. In San Francisco schloss er sich einer christlichen Gemeinschaft an. Ein christlicher Mäzen ermöglichte ihm einen Aufenthalt und ein Medizinstudium in Pennsylvanien. 1890 erhielt er als erster Koreaner die amerikanische Staatsbürgerschaft und 1892 als erster Koreaner den Doktorgrad der Medizin einer amerikanischen Universität. 1894 heiratete er Muriel Armstrong, eine Nichte des ehemaligen Präsidenten der Vereinigten Staaten, James Buchanan. Das Paar hatte zwei Töchter. 
1896 gründete er die erste moderne und unabhängige Zeitung, die sich explizit an koreanischsprachige Leser richtete. The Independent (Doknip Shinmun) wurde auf Englisch und Hangeul gedruckt. In der Zeitung prangerte er die Korruption in Korea an. Er war weiterhin als Autor für amerikanisch-koreanische Publikationen tätig, gründete in Philadelphia ein Informationsbüro der Republik Korea und schrieb für die Korea Review. Daneben war er für ein renommiertes medizinische Forschungsinstitut, das Wistar Institute der University of Pennsylvania tätig, und er gründete mit einem Gesellschafter einen Verlag, der aber nicht lange Bestand hatte.

## Veröffentlichungen (Auswahl)
- Hansu's Journey
- My Days in Korea and other Essays
- My compatriots in the homeland (고국에 계신 동포에게)